# Twining
Twining – wieś w Stanach Zjednoczonych, w stanie Michigan, w hrabstwie Arenac.